# Tylos spinulosus
Tylos spinulosus là một loài chân đều trong họ Tylidae. Loài này được Dana miêu tả khoa học năm 1853.